# 馬塔市

馬塔市（西班牙語：Municipio Andrés Mata），是委內瑞拉的一個市，位於該國北部蘇克雷州，首府設於聖何塞德阿雷奧庫阿爾，面積454平方公里，2001年人口19,454，人口密度每平方公里43.28人。